# Управление корпоративным контентом
Управление корпоративным контентом (англ. Enterprise content management, ECM) — управление цифровыми документами и другими типами контента, а также их хранение, обработка и доставка в рамках организации. Управляемая информация (контент) предполагает слабую структурированность: это могут быть файлы различных форматов, электронные документы с различными наборами полей.
ECM-система — программное обеспечение для управления корпоративным контентом. Часто ECM-системы считаются особой разновидностью систем управления содержимым. На постсоветском пространстве понятие ECM-системы зачастую трактуется как сходное с понятием «системы электронного документооборота» (СЭД).
По определению Gartner, ECM — это стратегическая инфраструктура и техническая архитектура для поддержки единого жизненного цикла неструктурированной информации (контента) различных типов и форматов. Gartner определяет современные ECM-системы как программные решения, реализующие следующие ключевые компоненты:
- управление документами — экспорт, импорт, контроль версий, безопасность и службы библиотек для деловых документов;
- управление образами документов (англ. document imaging) — захват, преобразование и управление бумажными документами;
- управление записями (или, в соответствии с последним переводом стандарта IEEE 15489 — ГОСТ Р ИСО 15489-1-2007, «управление документами») — долгосрочное архивирование, автоматизация политик хранения и соответствия нормам регулирующих органов, обеспечение соответствия законодательным и отраслевым нормам;
- управление потоками работ (workflow) — поддержка бизнес-процессов, передача контента по маршрутам, назначение рабочих задач и состояний, создание журналов аудита;
- управление веб-контентом (WCM) — автоматизация роли веб-мастера, управление динамическим контентом и взаимодействием пользователей;
- управление мультимедиаконтентом (DAM) — управление графическими, видео и аудиофайлами, различными маркетинговыми материалами, например, флеш-баннерами, рекламными роликами;
- управление знаниями (knowledge management) — поддержка систем для накопления и доставки релевантной для бизнеса информации;
- документоориентированное взаимодействие (collaboration) — совместное использование документов пользователями и поддержка проектных команд.

В магическом квадранте за 2010 год отмечена корпорация IBM с системой FileNet как обладающая 20 % рынка ECM-систем, также в квадранте лидеров указаны решения корпораций Oracle (в основном, на базе продуктов поглощённой компании Stellent), Microsoft (SharePoint), OpenText, EMC (Documentum), Hyland Software, в квадранте провидцев — Autonomy, Xerox, Adobe, Alfresco, SpringCM. В квадранте провидцев от 2012 года остались только Xerox и Alfresco, а квадрант лидеров не изменился. В 2015 году в сегменте лидеров отмечены IBM, OpenText, EMC, Lexmark (купившая ECM-бизнес компании Perceptive Software), Hyland, Microsoft и Oracle, в квадранте провидцев — Alfresco, Xerox и Newgen Software; в сравнении с 2014 годом квадрант покинули компании SunGard и Unisys, а компания SER Group попала в рейтинг впервые.